# Distrikt Anco (La Mar)
Der Distrikt Anco liegt in der Provinz La Mar in der Region Ayacucho in Südzentral-Peru. Der Distrikt wurde am 18. März 1861 gegründet. Er besitzt eine Fläche von 788 km². Beim Zensus 2017 wurden 8496 Einwohner gezählt. Sitz der Distriktverwaltung ist die 3215 m hoch gelegene Ortschaft Chiquintirca mit 195 Einwohnern (Stand 2017). Chiquintirca liegt 30 km ostsüdöstlich der Provinzhauptstadt San Miguel. Im Distrikt liegen die archäologischen Fundplätze K'allapayuq Urqu und Waraqu Urqu.

## Geographische Lage
Der Distrikt Anco liegt in der peruanischen Zentralkordillere im zentralen Osten der Provinz La Mar. Der Distrikt wird im Osten von dem nach Norden strömenden Río Apurímac begrenzt.
Der Distrikt Anco grenzt im Südwesten an den Distrikt Chilcas, im Westen an den Distrikt San Miguel, im Norden an den Distrikt Anchihuay, im Osten an die Distrikte Villa Kintiarina und Villa Virgen (beide in der Provinz La Convención), im Südosten an den Distrikt Chungui sowie im zentralen Süden an den Distrikt Huaccana (Provinz Chincheros).

## Ortschaften
Neben dem Hauptort gibt es folgende größere Ortschaften im Distrikt:
- Agua Dulce (234 Einwohner)
- Anco
- Arhuimayo (419 Einwohner)
- Cuculipampa (353 Einwohner)
- Lechemayo (439 Einwohner)
- Moyobamba (256 Einwohner)
- Quillabamba (321 Einwohner)
- Sacharaccay (246 Einwohner)
- San Antonio (798 Einwohner)
- San Martin (643 Einwohner)
- San Vicente (293 Einwohner)
- San José de Villa Vista (315 Einwohner)